# Rayne (BloodRayne)
Rayne, ook bekend als Agent BloodRayne of simpelweg de Dhampier, is een fictief personage en het hoofdpersonage uit de BloodRayne-serie van computerspellen, ontwikkeld door Terminal Reality. Ze verscheen later ook in andere media, waaronder stripboeken en verfilmingen.

## Achtergrond
Rayne is een hybride tussen mens en vampier, ook wel bekend als een dhampier. Ze werd geboren in 1915, nadat haar menselijke moeder werd verkracht door haar vampiervader, Kagan. Kagan vermoordde later haar volledige familie van moederskant, zodat Rayne niemand anders had om zich tot te wenden dan hemzelf. Deze tactiek paste hij toe op al zijn dhampier-nakomelingen, vermoedelijk om te voorkomen dat mensen zich tegen hem zouden keren door gebruik te maken van de traditionele zwakheden van vampiers, zoals zonlicht, stromend water en heilige symbolen.
In de jaren 1930 bracht Rayne haar tienerjaren door als een eenzame jager, vastbesloten om wraak te nemen op haar vader. Ze leidde een crimineel bestaan, waarbij ze haar vampierkrachten gebruikte om andere vampiers te doden en de moord op haar familie te wreken. Haar zoektocht leidde haar uiteindelijk naar Europa, waar ze meerdere vampiers uitschakelde voordat ze werd gearresteerd. Hoewel ze verklaarde dat haar slachtoffers vampiers waren, geloofden de autoriteiten haar niet. Rayne wist echter te ontsnappen en zette haar jacht voort.
Haar uitzonderlijke vaardigheden en dhampier-afkomst trokken de aandacht van de geheime organisatie Brimstone Society. Ze werd via een uitnodiging gerekruteerd om deel te nemen aan hun missie: het bestrijden van bovennatuurlijke bedreigingen voor de wereldorde. In dienst van deze organisatie kreeg Rayne opdrachten om niet alleen vampiers te bestrijden, maar ook demonen en andere bovennatuurlijke wezens.
Tijdens Tweede Wereldoorlog werd ze naar Nazi-Duitsland gestuurd, waar ze de plannen moest dwarsbomen van het Derde Rijk om met behulp van magische artefacten de demonische entiteit Beliar tot leven te wekken. Ze kwam tevens een project op het spoor waarbij zogenaamde 'Daemites'—demonische parasieten—werden getest op gevangenen en later als wapen zouden worden ingezet tegen de vijanden van de nazi’s. De achtergrond van dit verhaal is geïnspireerd op historische occulte groeperingen binnen het nazi-regime, zoals de Thule-Gesellschaft.

## Ontstaan en ontwerp
Rayne werd geïnspireerd door Svetlana Lupescu, een dhampier uit Terminal Reality's spel Nocturne uit 1999. Haar aanvankelijke ontwerp had een gotische, militaire uitstraling met donker haar en een streng postuur. Gedurende de ontwikkeling werd haar uiterlijk verscheidene keren aangepast om haar aantrekkelijker en visueel onderscheidend te maken. Volgens producent Raymond Holmes droegen haar armbladen bij aan haar herkenbaarheid en gaven ze haar een uitstraling die zowel dreigend als aantrekkelijk was. Holmes noemde haar “een sterke vrouwelijke hoofdrolspeelster met veel attitude”.
Volgens Majesco-marketingmanager Liz Buckley bleek uit focusgroep-onderzoek dat jonge mannen vrouwelijke hoofdpersonages niet alleen waardeerden, maar dat deze ook meer aandacht trokken. Buckley beschreef Rayne als “dodelijke erotiek” en gaf aan geen bezwaar te hebben tegen het gebruik van haar seksualiteit als marketinginstrument. Wel stelde ze: “T&A only gets you so far”, en benadrukte dat Rayne ook vrouwelijke fans had omdat ze als krachtig en empowerend werd ervaren.
In het eerste spel werden haar animaties met de hand getekend, terwijl bij BloodRayne 2 gebruik werd gemaakt van motion capture om haar bewegingen realistischer te maken. Het personagemodel in deel twee werd grondig herzien, met zo'n duizend extra polygonen voor meer detail in haar lichaamsbouw en een volwassener uiterlijk.
Toen men wees op de gelijkenis tussen Rayne en Durham Red, een vampierpersonage uit de stripreeks 2000 AD, verklaarde gameontwerper Joe Wampole dat het team deze strip nooit had gekend.
Laura Bailey zei dat het inspreken van Rayne “geweldig leuk” was, ook al voelde ze zich niet verwant aan het personage. Regisseurs zouden haar soms nieuwe regels geven waarvan de grofheid haar deed blozen—wat volgens hen een goed teken was. Romi Park zei op haar beurt dat Rayne's uiterlijk veel indruk op haar maakte en dat ze de rol interpreteerde als iemand met “veel verdriet” en een “sterk gevoel voor gerechtigheid”.

## Verschijningen
Rayne verscheen naast de oorspronkelijke BloodRayne-spellen ook in andere media. In de Engelstalige versies van de spellen werd ze ingesproken door Laura Bailey in BloodRayne, BloodRayne 2 en de herziene versie van BloodRayne: Betrayal – Fresh Bites. In de oorspronkelijke uitgave van BloodRayne: Betrayal uit 2011 werd haar stem echter vertolkt door Jessie Seely. In de Japanse versie van BloodRayne werd Rayne ingesproken door Romi Park.
Rayne verscheen tevens in drie liveactionfilms. In de eerste verfilming, getiteld BloodRayne uit 2005, werd zij gespeeld door Kristanna Loken. In de vervolgen BloodRayne 2: Deliverance en BloodRayne: The Third Reich werd haar rol overgenomen door Natassia Malthe.
Daarnaast verscheen Rayne ook in verschillende stripboeken die gebaseerd zijn op de spellen, waarmee ze verder werd ontwikkeld als personage buiten het interactieve medium.